# تنبیه

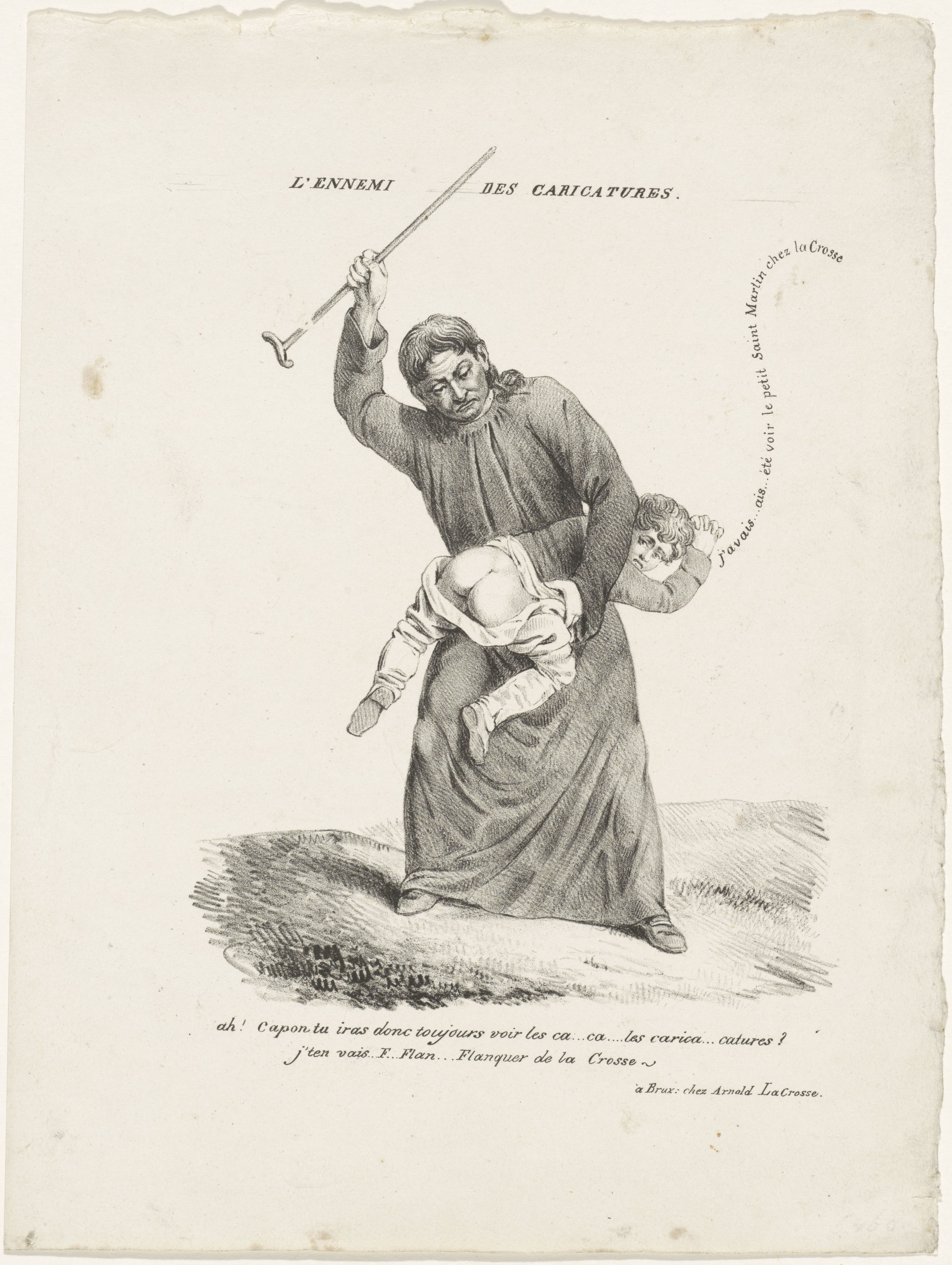
تنبیه یک کودک

تَنبیه، جَزا، مُجازات یا کِیفَر در لغت به معنی بیاگاهانیدن، بیدار گردانیدن، واقف کردن بر چیزی، و در روان‌شناسی، به هر گونه محرک بیزارکننده‌ای گفته می‌شود که در کاهش نیروی (یا احتمال وقوع) پاسخ برابر با آن، اثر فوری اما موقتی داشته باشد.
تنبیه تحریکی است که به خاطر انجام رفتاری خاص، از طرف ارگانیسم دریافت می‌شود و عاملی برای متوقف ساختن یا جلوگیری از بروز آن پاسخ است.
اصطلاح تنبیه را هنگامی می‌توان بهتر درک کرد که رابطهٔ آن را با اصطلاح پاداش در نظر گرفت. تنبیه از لحاظ تأثیری که بر فرد دارد، عیناً متضاد پاداش نیست. در حالی که پاداش، احتمال رخداد پاسخ به‌خصوصی را «به‌طور دائم» افزایش می‌دهد تنبیه تنها یک اثر «موقتی» بازدارنده در بروز پاسخ به‌خصوص دارد.

## دیدگاه‌ها

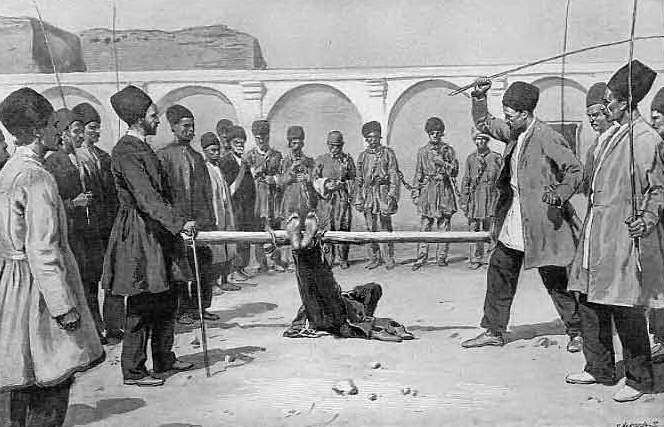
تصویر فلک کردن یک مجرم (دهه ۱۳۰۰) در ایران

بر پایه نظریّهٔ بی‌اف اسکینر، تنبیه، نمایشی از یک تقویت‌کنندهٔ منفی (یک محرک بیزارکننده) یا دور شدن از یک تقویت‌کنندهٔ مثبت است. «بنابراین مهم‌ترین اثر تنبیه، ایجاد شرایط بیزارکننده‌ای است که از آن دوری می‌شود…» اما اسکینر ادامه می‌دهد که تنبیه نمی‌تواند رفتار را برای همیشه نابود کند «اگر از تنبیه به‌طور مکرر خودداری شود تقویت‌کنندهٔ شرطی منفی به خاموشی می‌گراید. در این صورت رفتار ناسازگار کم‌کم تقویت می‌شود و رفتار تنبیه شده سرانجام پدیدار می‌شود… اگر تنبیه قطع شود ممکن است رفتار مورد نظر با همه نیرو ظاهر شود». روانشناسان اجتماعی این اصطلاح را در معنای وسیعی به صورت «تحمل عواقب ناخوشایند» (غیر از موارد بدون پاداش) برای یک عمل بکار می‌برند.

## کیفر

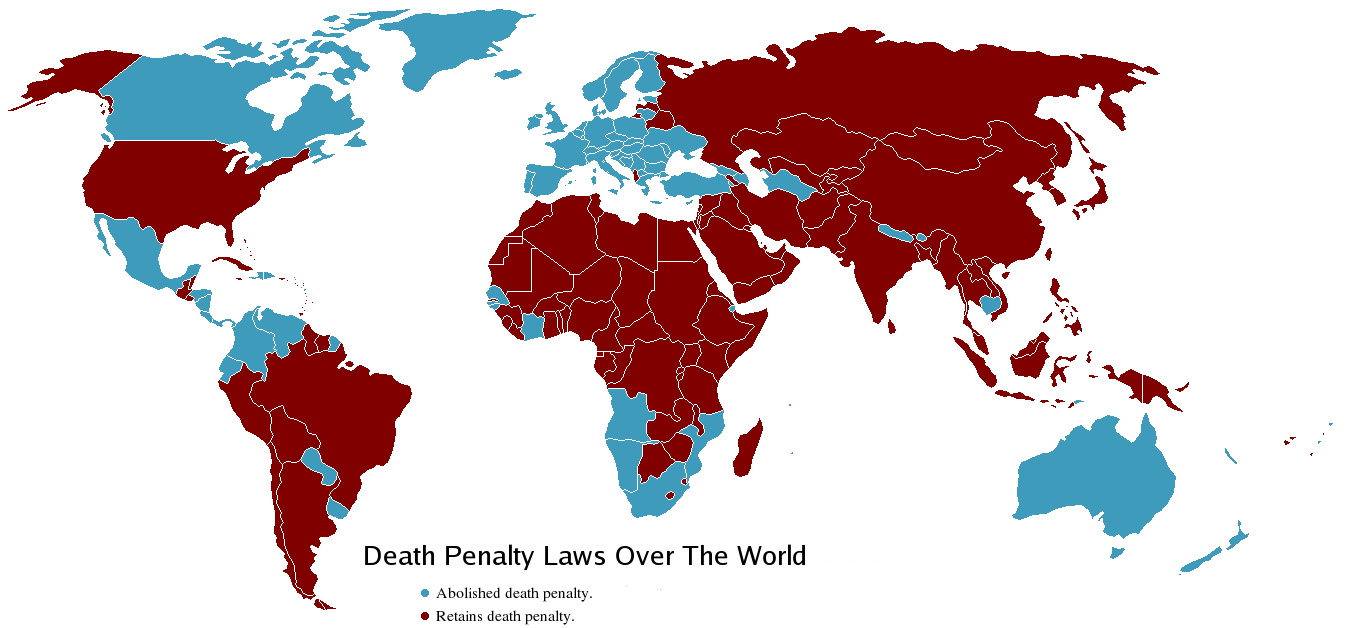
نقشه مجازات مرگ در جهان
مجازات مرگ قانونی است.
مجازات مرگ غیرقانونی است.

کیفر یا مجازات به تحمیل عملی رنج‌آور بر شخصی دیگر گفته می‌شود که پیامد عمل آن شخص باشد. این واژه بیشتر به تنبیهات و جریمه‌هایی اشاره دارد که مقامات قضائی برای افرادی در نظر می‌گیرند که مقررات مهم جامعه را پایمال کرده‌اند، یعنی مرتکب جرم شده‌اند.
از انواع کیفر می‌توان به کیفرهای سلب‌کننده زندگی یعنی اعدام (مانند سنگسار و به صلیب کشیدن)، کیفرهای بدنی مانند تازیانه، کیفرهای سلب کننده آزادی مانند زندان، کیفرهای محدودکننده آزادی مانند تبعید، کیفرهای محروم‌کننده از حقوق مانند انواع محرومیت‌ها و ممنوعیت‌ها، کیفرهای مالی مانند جزای نقدی و مصادره اموال، کیفرهای سلب‌کننده آبرو مانند اعلام نام شخص در رسانه‌ها، و قصاص یعنی انجام جنایتی که شخص مرتکب شده بر خود او اشاره کرد.

## نگارخانه

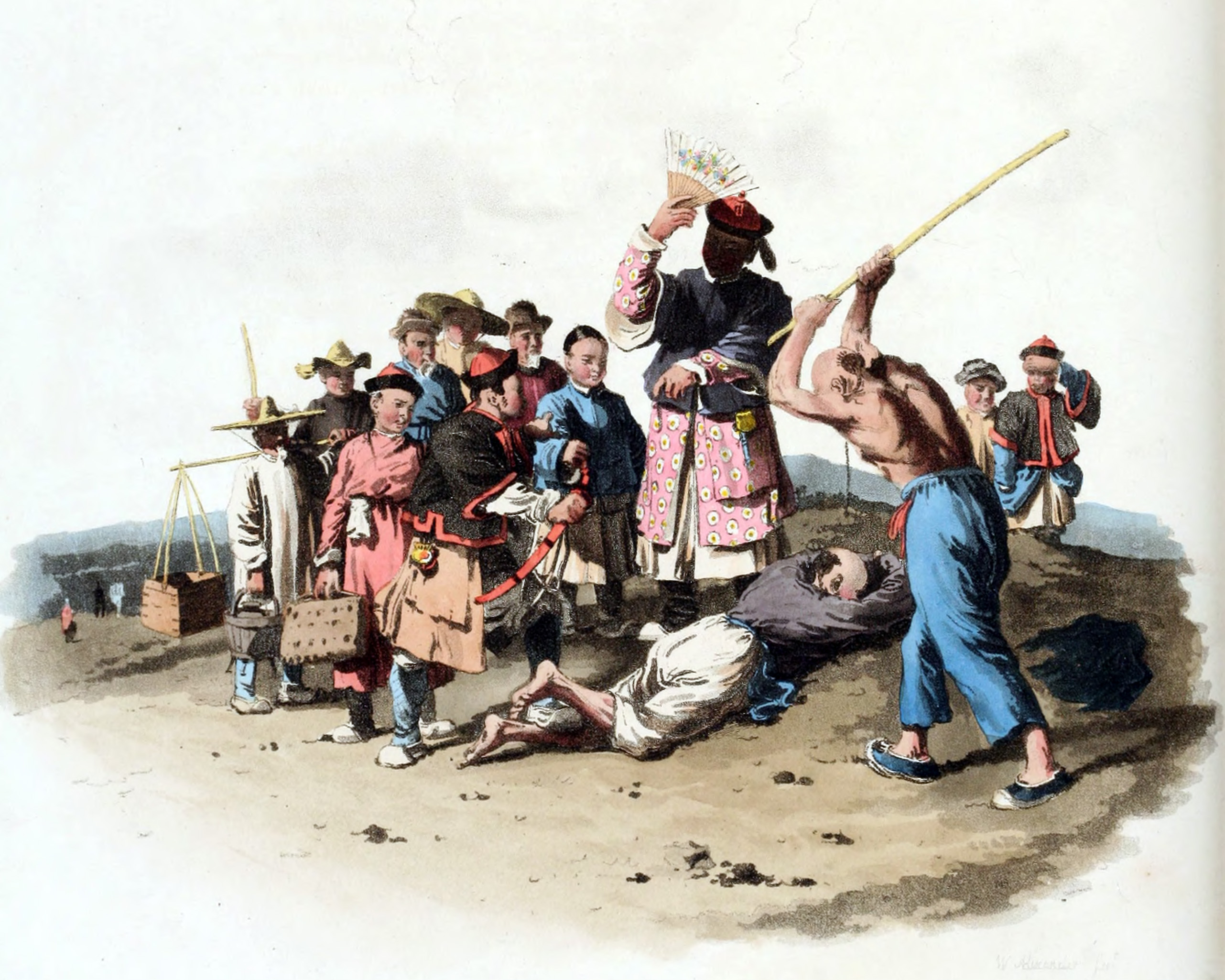
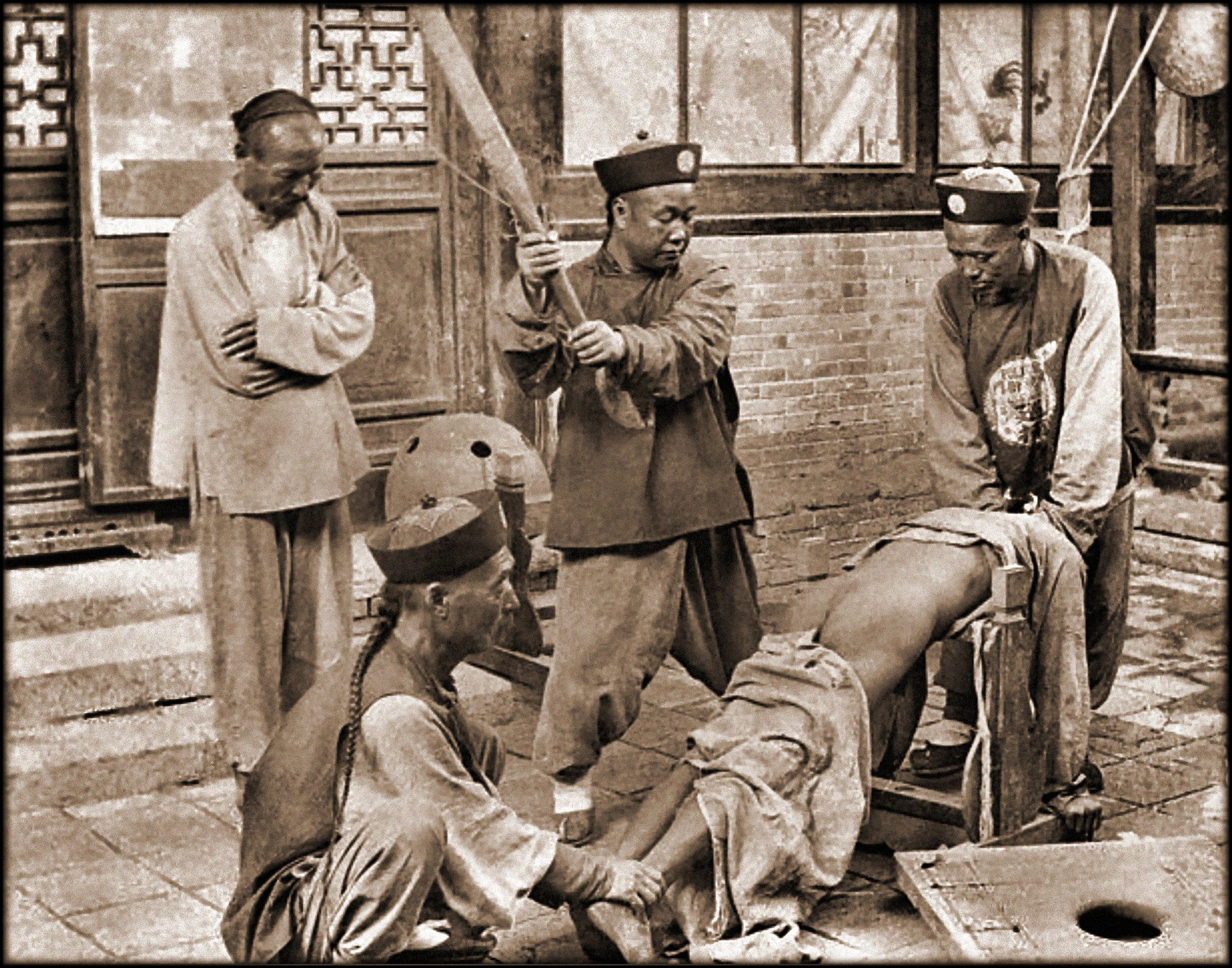
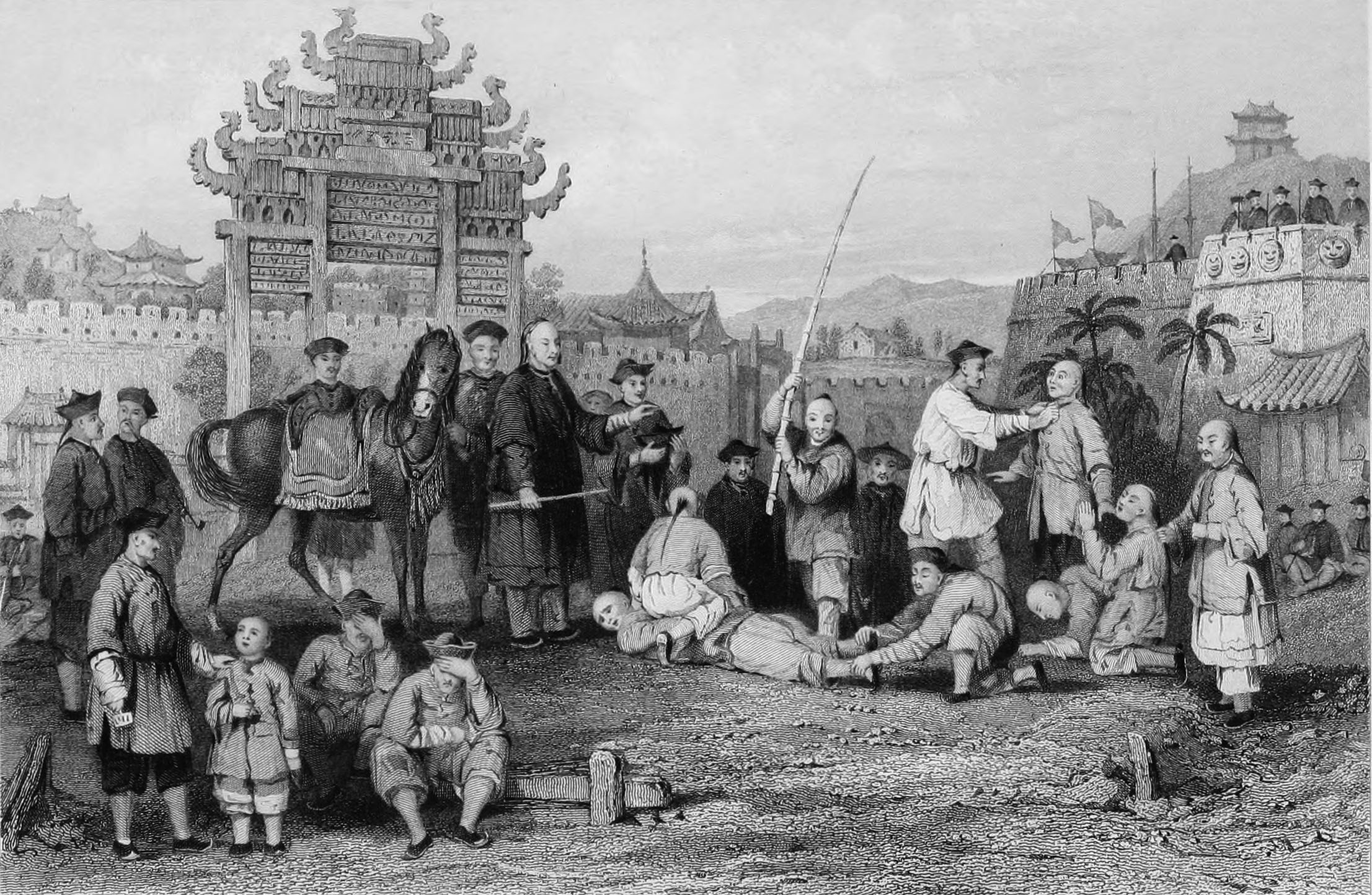
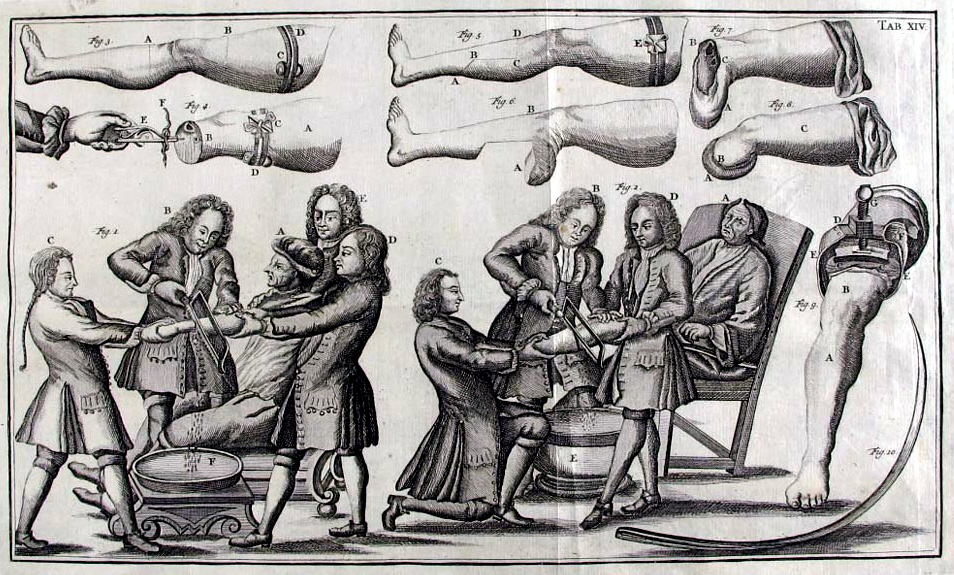
قطع عضو در سده هجده میلادی
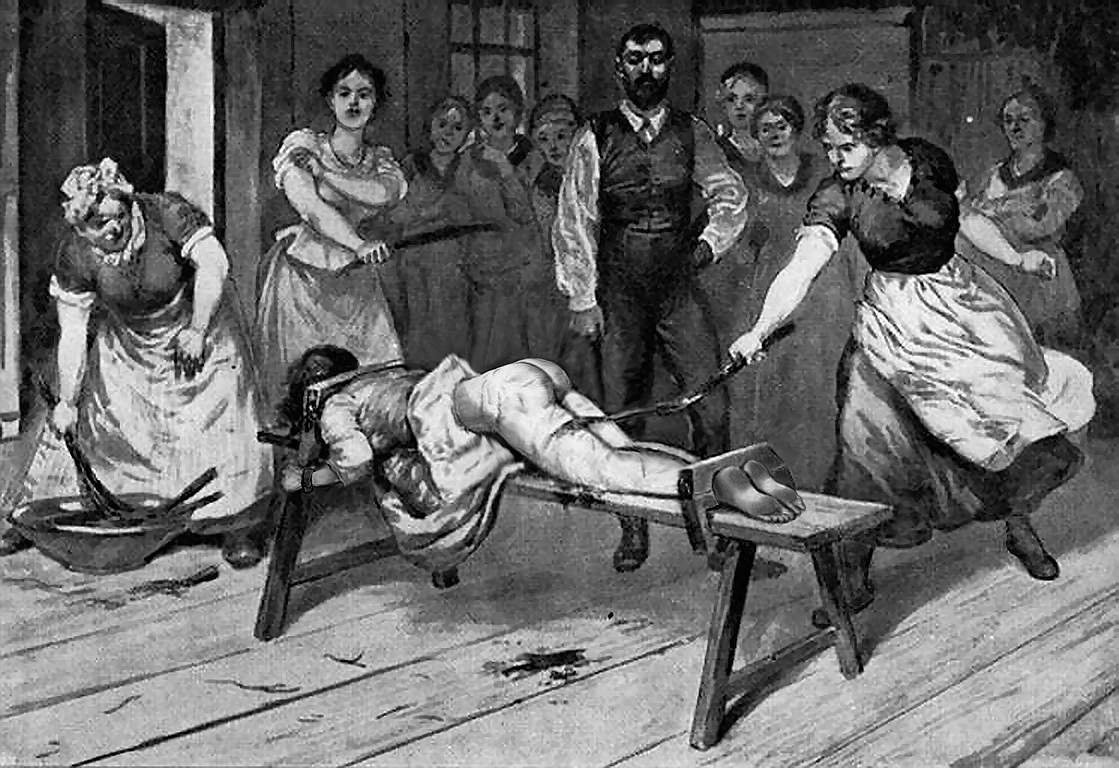
بیرچینگ (Birching) نوعی از تنبیه در زندان‌های سده نوزدهم میلادی
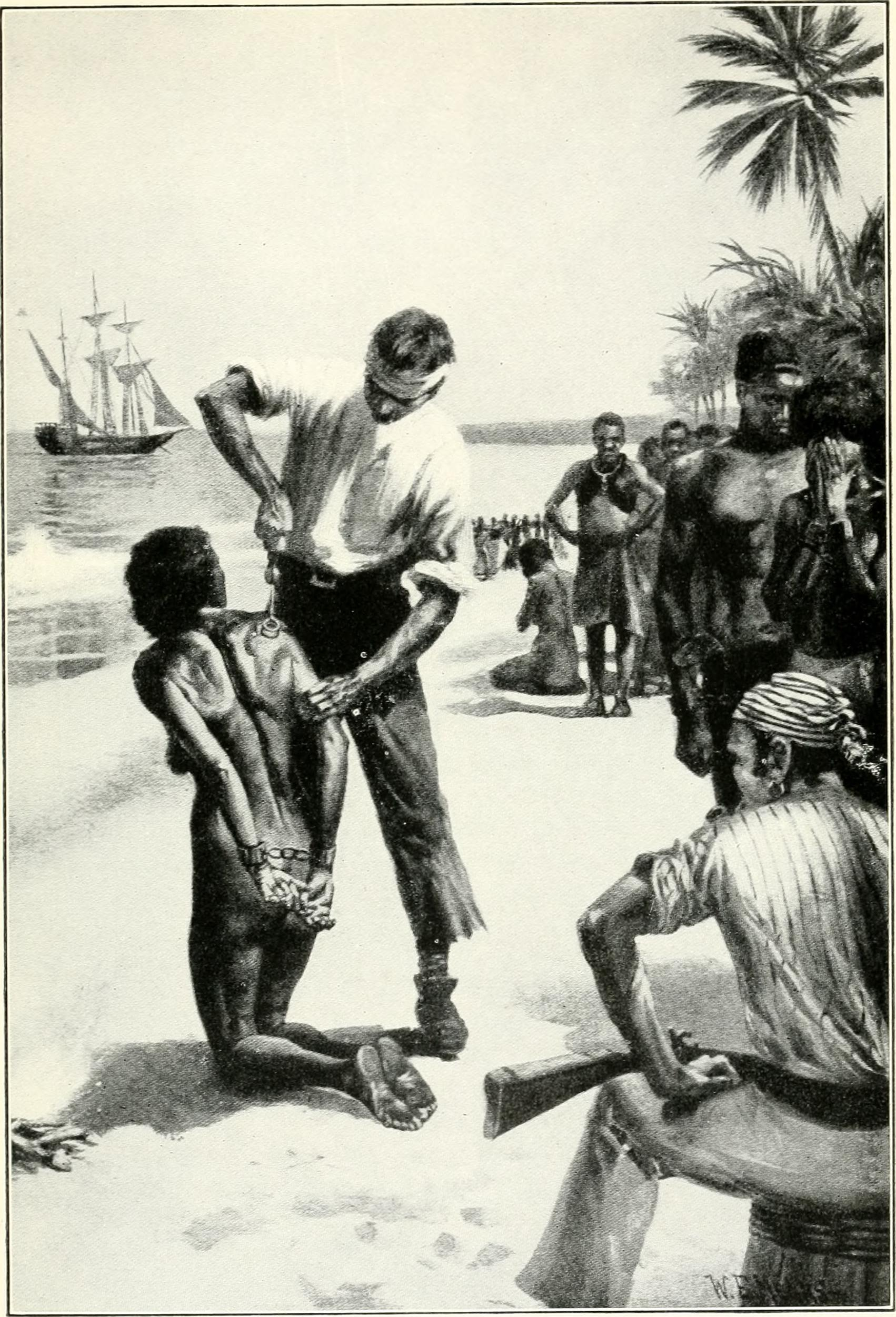
برندینگ (علامت گذاری روی پوست) یک انسان
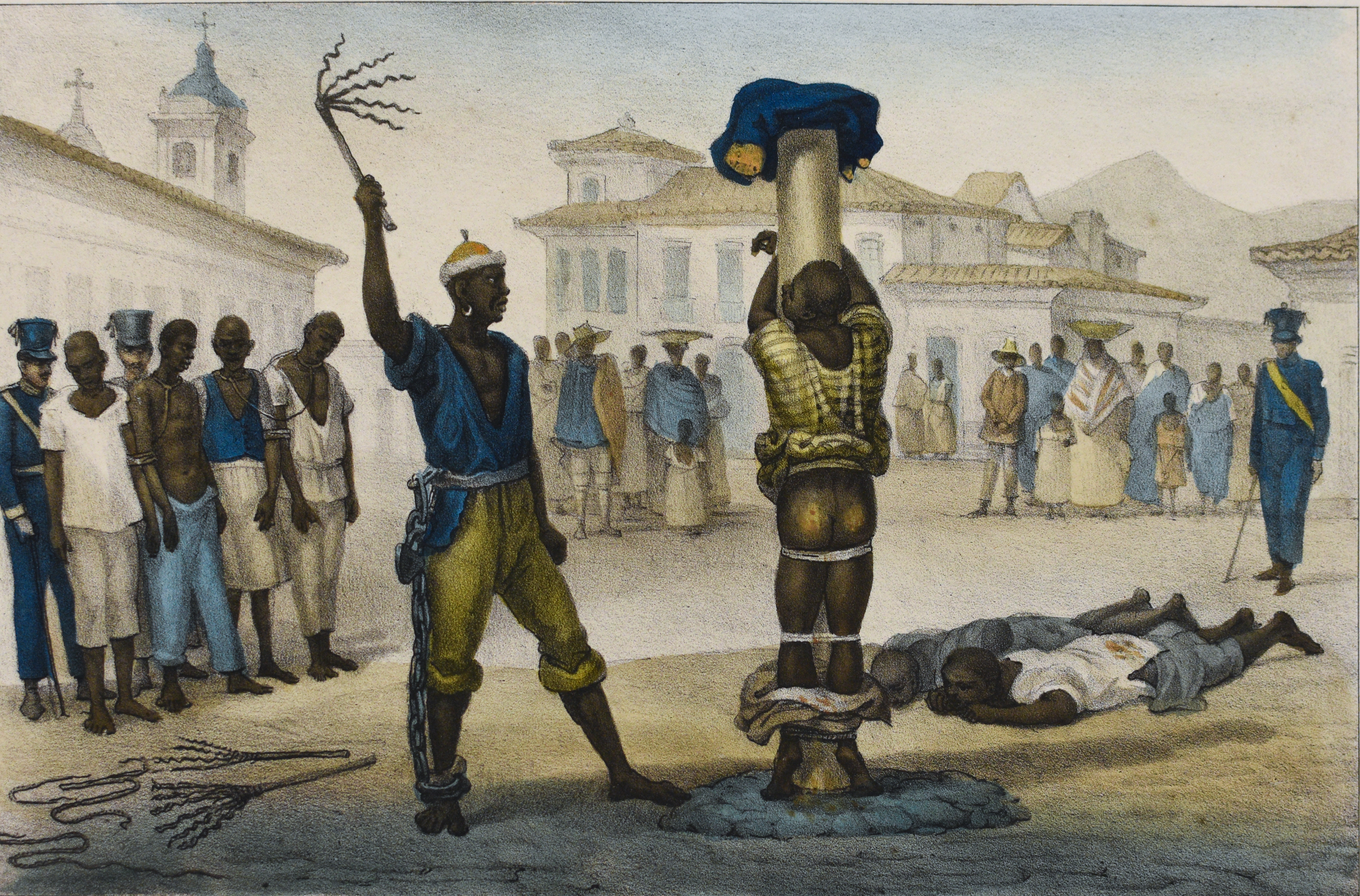
اجرای مجازات شلاق بردگان برزیلی اثر ژان-باتیست دبره.
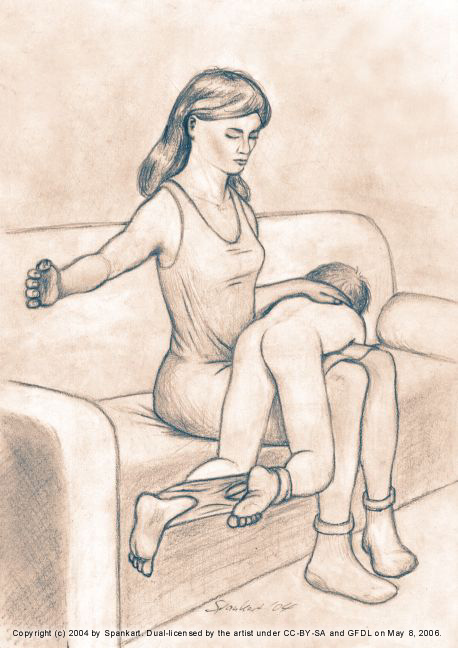
تنبیه فیزیکی کودکان با اسپنکینگ (spanking)
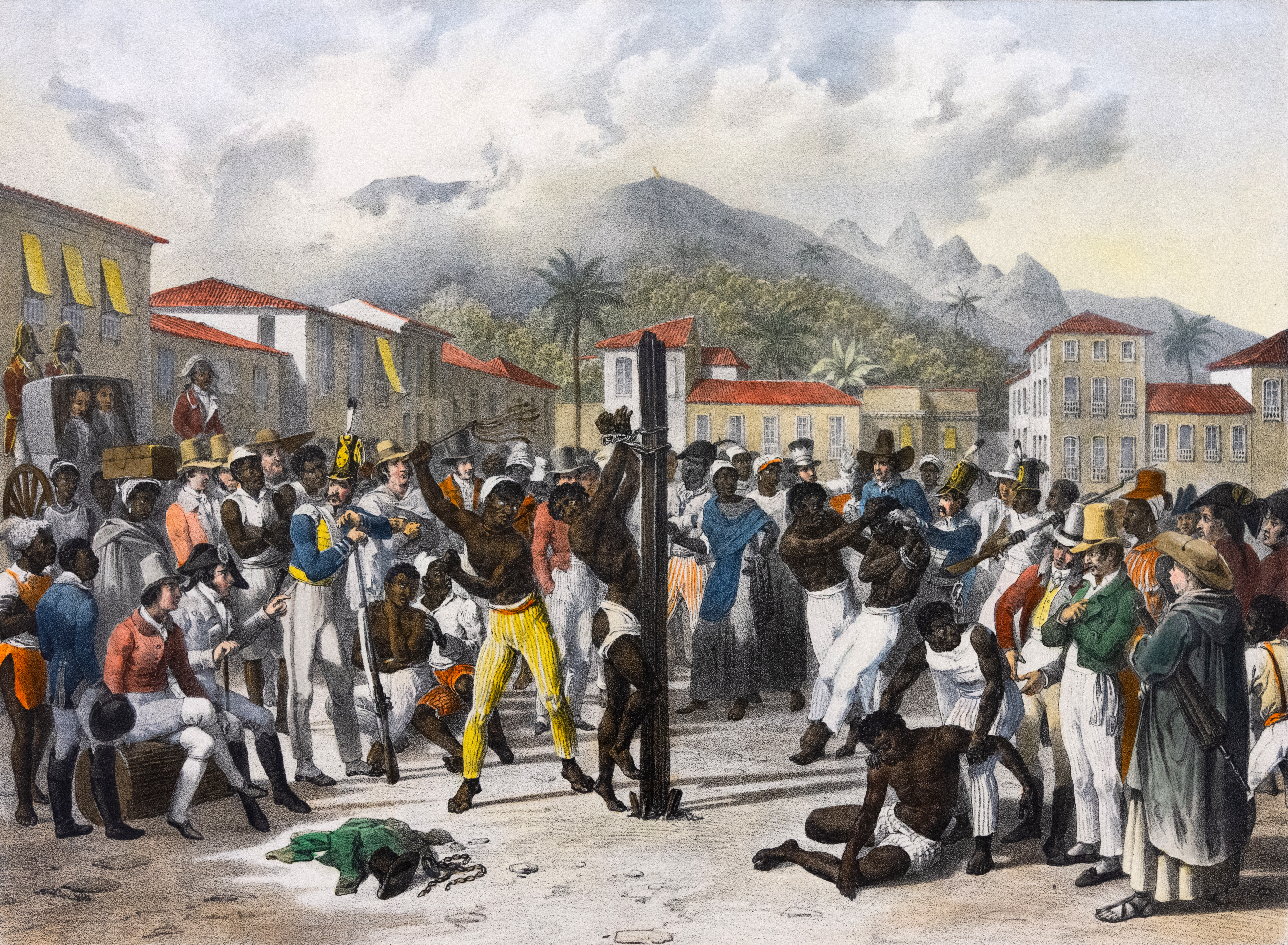
شلاق‌زنی برده‌ها، نام اثری لیتوگرافی است مابین سال‌های ۱۸۲۷ تا ۱۸۳۵ میلادی
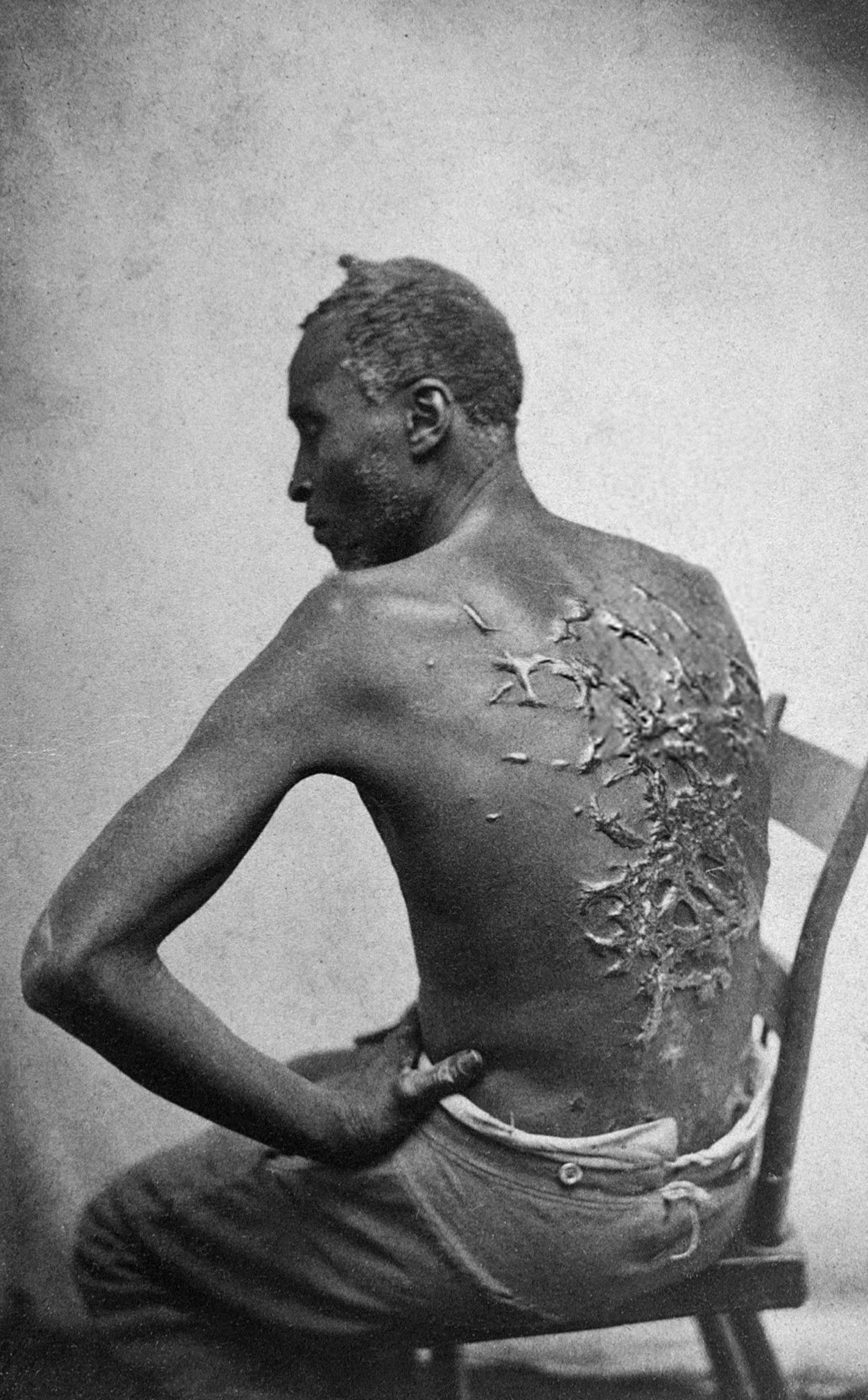
بدن یک برده شلاق خورده در سال 1863
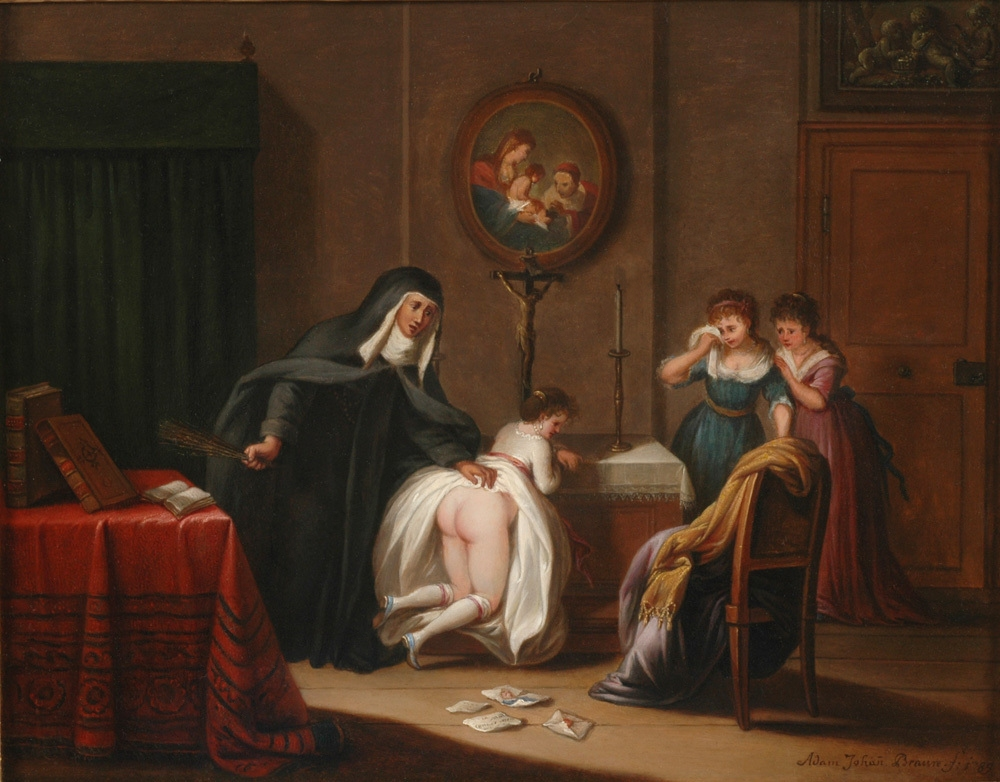
یک نقاشی از درکونی زدن دختری توسط یک راهبه.